# Sarobeia
Sarobeia là một chi bướm đêm thuộc họ Geometridae.